# 에이드리언 레이어
에이드리언 레이어(영어: Adrian Leijer, 1986년 3월 25일 ~ )는 오스트레일리아의 전 축구 선수이다. 선수 시절 포지션은 센터백였다. 과거 K리그의 수원FC에서 활약한 적이 있다.

틀:2016년 수원 FC 선수 명단